# Historias de mi barrio
Historias de mi barrio fue una serie de televisión, emitida por TVE en 1964, con guiones de Manuel Pombo Angulo y realización de Gustavo Pérez Puig. 

## Argumento
La serie se centra en tono de comedia en las peripecias de un diablillo, Don Luzbelito (Félix Navarro) llegado a la tierra para hacer el mal, pero que, a causa de su torpeza, termina siempre beneficiando a sus pretendidas víctimas.
Cada episodio terminaba con una reflexión del protagonista sobre la historia del episodio y terminaba, más o menos, diciendo: "...y que le voy a hacer, si solo soy un diablo, un pobre diablo sentimental" 
Al parecer no se conserva nada ya que en aquellas fechas con el incipiente videotape se reciclaban las cintas, lo que afectó a mucha programación de la época como Escala en Hifi, El Séneca, y muchas más.  

## Reparto
- Félix Navarro ... Don Luzbelito
- Luchy Soto
- Valeriano Andrés
- Joaquín Pamplona
- Sancho Gracia
- Fernando Delgado

## Listado de episodios (parcial)
- La mesa y las rosas - 12 de febrero de 1964 
  - Irene Daina
  - Pilar Puchol

- 19 de febrero de 1964
  - José Sepúlveda

- El psiquiatra - 26 de febrero de 1964
  - María del Puy
  - Paula Martel
- El sereno somnoliento - 4 de marzo de 1964
  - Pepe Calvo
  - Mer Casas
  - Juanjo Menéndez
  - José Sepúlveda

- La ventana y la guerra - 29 de abril de 1964
  - Mercedes Prendes
  - Víctor Valverde

- Historias de mi barrio - 6 de mayo de 1964
  - Mary Delgado
  - María Elena Maroto

- El piso - 9 de junio de 1964
  - Jesús Enguita
  - Irán Eory

- La niña Luz - 15 de julio de 1964
  - Irán Eory

- Las vacaciones de Luzbelito - 22 de julio de 1964
  - Gemma Cuervo

- La Miss - 29 de julio de 1964
  - Perla Cristal
  - Jesús Enguita
  - Enrique Navarro
  - Jesús Puente

- Las oposiciones - 12 de agosto de 1964
  - Irán Eory
  - Jesús Puente

- Sor Alegría - 19 de agosto de 1964
  - Maite Blasco
  - Pablo Sanz